# Уруччя (станція метро)
53°56′45″ пн. ш. 27°41′23″ сх. д. / 53.94583° пн. ш. 27.68972° сх. д.
Уру́ччя (біл. Уру́чча) — кінцева станція Московської лінії Мінського метрополітену, наступна станція після «Борисовського тракту» (відстань між станціями становить 1750 м). Станція розташована в центрі мікрорайону Уруччя (північно-східна частина міста). Перша станція метрополітену, яка розташована за межею Мінської кільцевої дороги. Будівництво почалося у 2001 році, станція відкрита 7 листопада 2007 року.

## Архітектура станції
Колонна двопрогінна мілкого закладення з однією острівною платформою. Станція з колійним розвитком - 6-стрілочні оборотні тупики в кінці лінії.
Стіни облицьовані білим мармуром. Кольорова гамма станції яскрава - серед спокійних і холодних кольорів білого мармуру дуже яскраво виглядають блакитні лінії на стінах, та жовта стеля. Взагалі, станція виконана у стилі хай-тек.
Ескалатори на станції відсутні. Є ліфт, розроблений для інвалідів. Станція має два виходи. Архітектори - Телепнєв та Ніколаєвич.

## Пересадки
- Автобус: 15, 15д, 27, 31, 33, 77, 80, 86, 89э, 99, 113с, 139, 153, 153д, 155, 172э, 300э;
- Тролейбус: 2, 37, 41, 61, 62

## Археологічні знахідки
15 вересня 2006 року при будівництві станції, на глибині восьми метрів була знайдена кістка довжиною 1 метр и шириною 30 см. Спочатку вважалося, що це були знайдені залишки мамонта, але вже скоро було виявлено, що це залишки лісового слона.

## Галерея

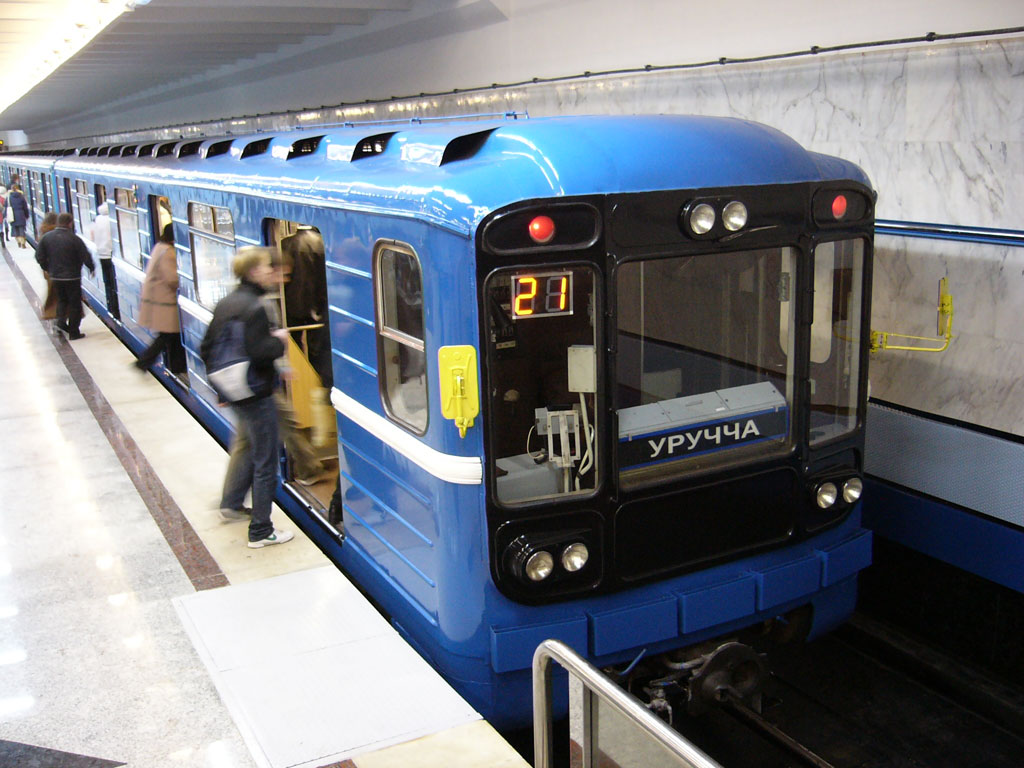
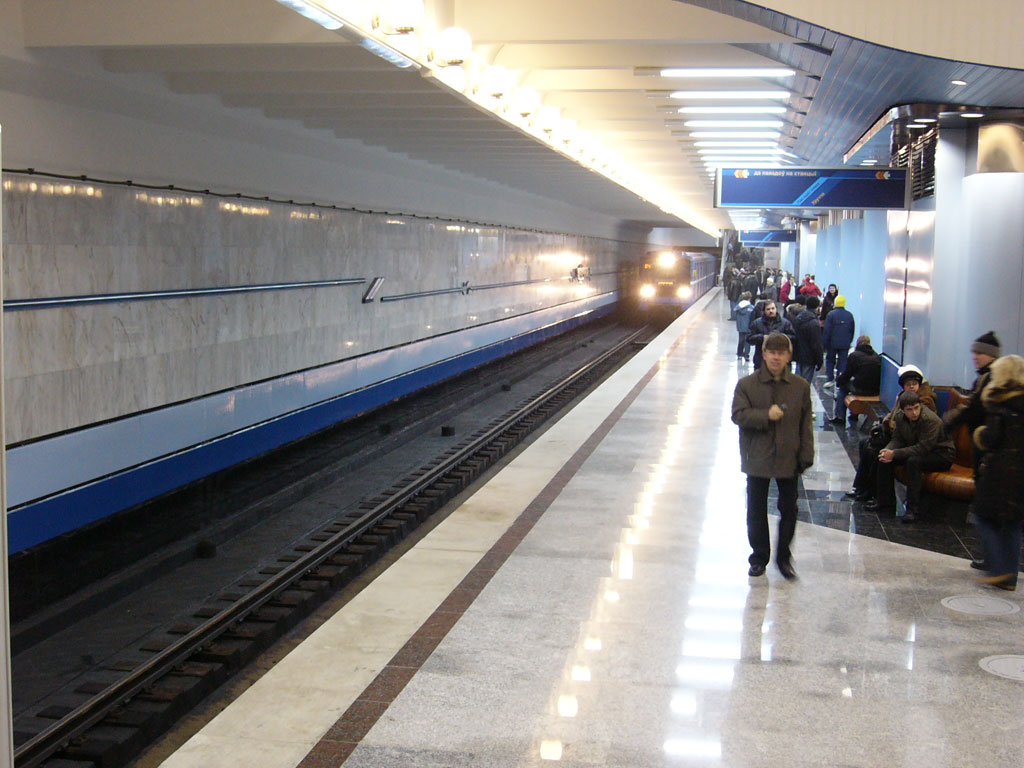
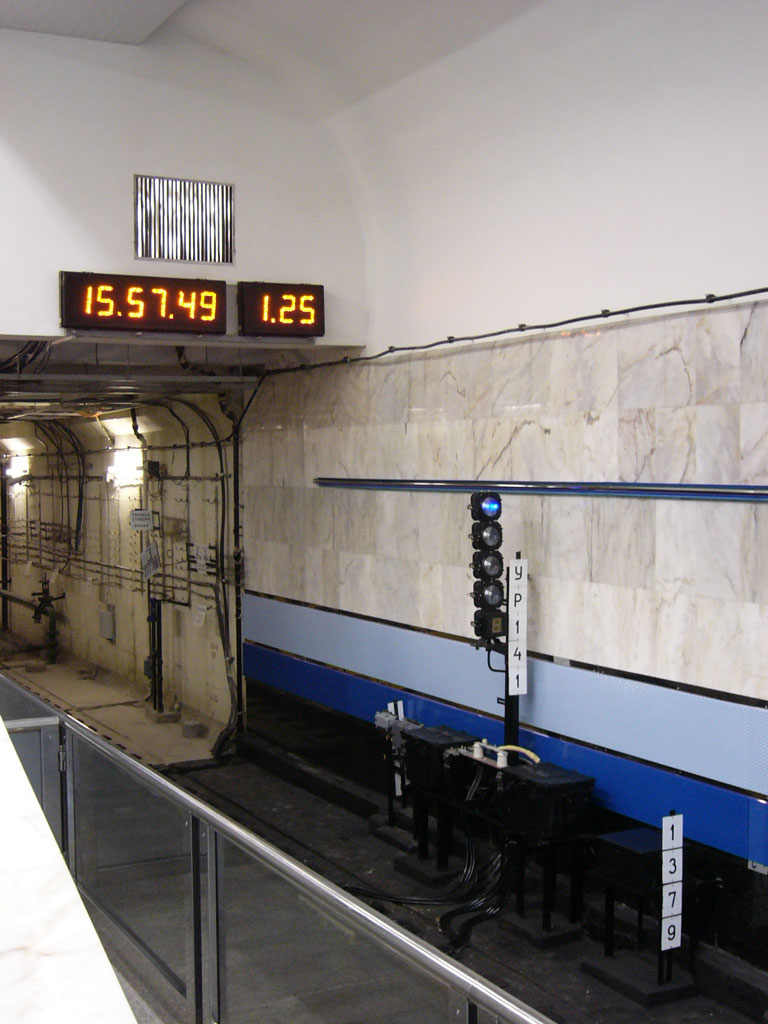
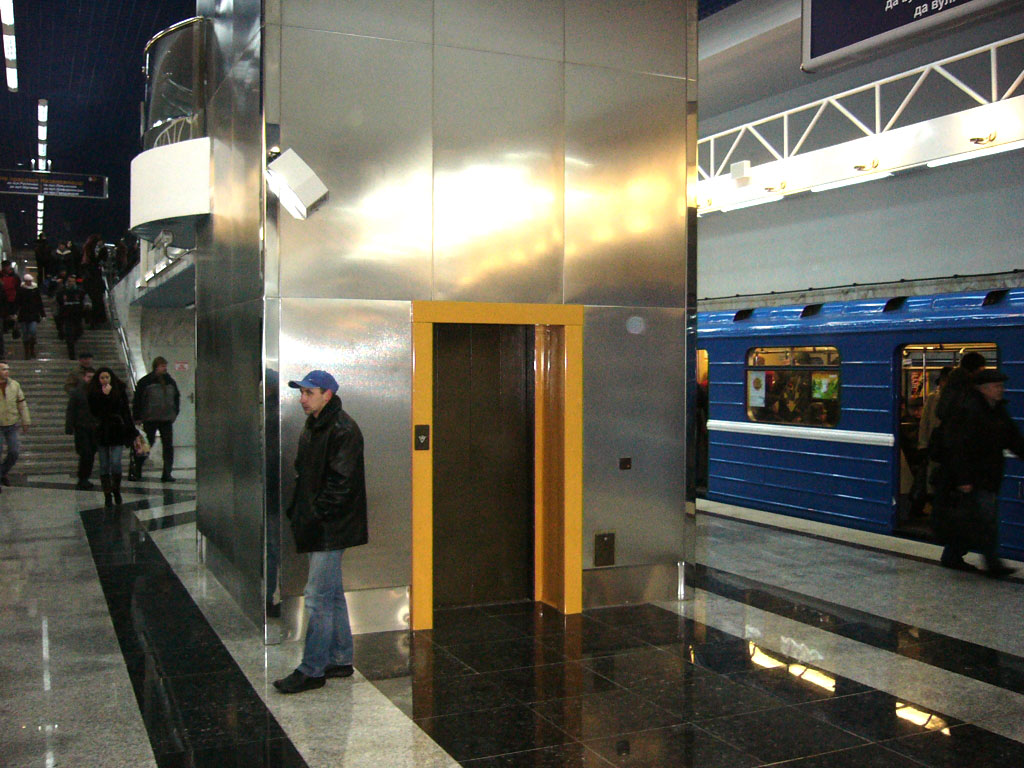
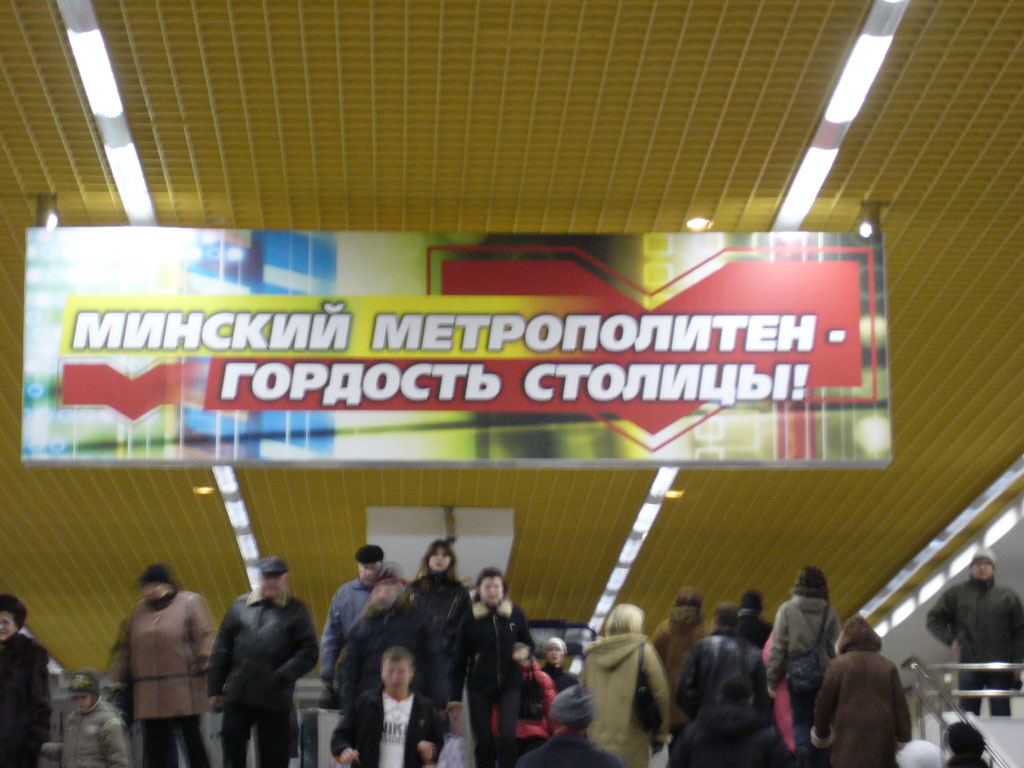
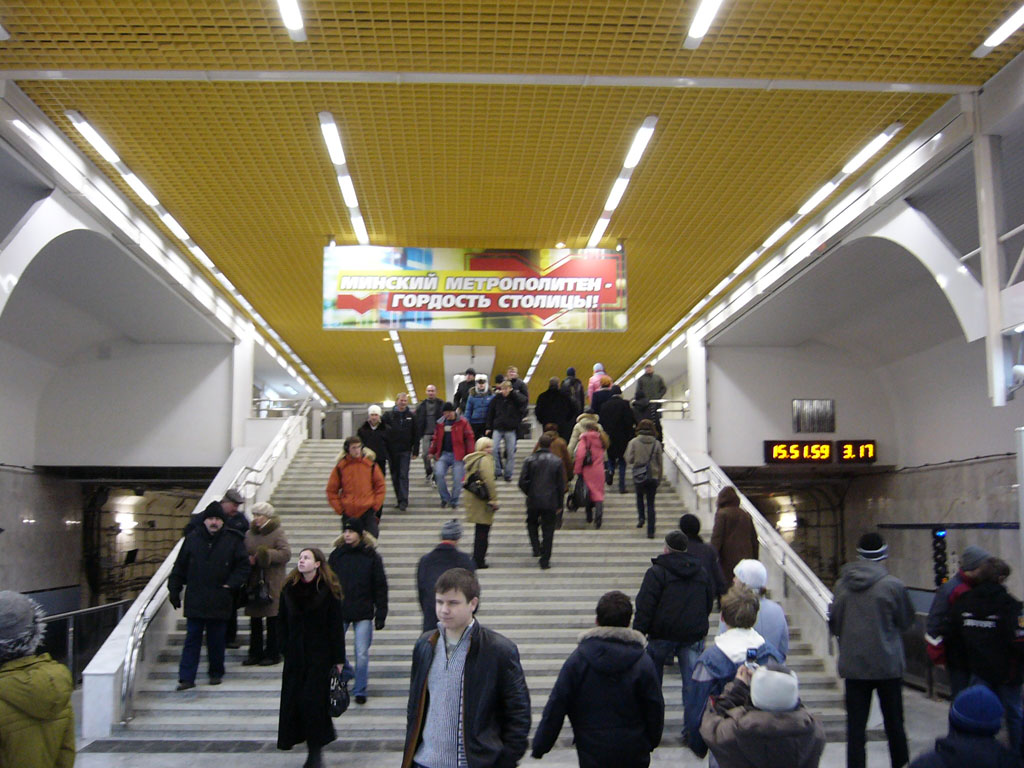